# 霍恩多夫
霍恩多夫（德語：Hohndorf）是德国萨克森州的市镇，隶属于厄尔士山县。总面积为5.24平方千米，截至2023年12月31日总人口为3,450人。